# Aston Martin Vanquish '13
L'Aston Martin Vanquish 2013 és un model de cotxe de la marca Aston Martin. L'any 2012 es va presentar l'anomenat Project AM310 Concept, prototip que estava destinat a substituir definitivament els models DBS. Tan bon punt va ser presentat al Concorso D'Eleganza a Itàlia, moltes especulacions van sorgir en torn el model definitiu. Més tard, Aston Martin va anunciar que aquest projecte esdevindria el nou Vanquish. Aquest model s'ha convertit en la nova icona de la marca i, a part de ser l'escollit d'acabar amb tots els models DBS, és el primer Aston a commemorar el centenari d'aquesta empresa. Les primeres unitats es posaran a la venda el 2013 a partir de 287.334€.

## Detalls del cotxe
El Vanquish té un motor V12 de 6 litres que li permet generar 573 cavalls de potència. Si no es té en compte el One-77, és el model més potent de l'empresa britànica. Amb aquest motor, el Vanquish és capaç d'accelerar de 0 a 100 km/h en 4.1 segons, mentre que la seva velocitat màxima és de 295 km/h. L'enorme motor està associat a una caixa de canvis seqüencial de sis velocitats Touchtronic 2 situada a la part central posterior del vehicle.
Ulrich Bez conseller delegat d'Aston Martin va afirmar: aquesta és la nostra última representació de poder, bellesa i ànima.

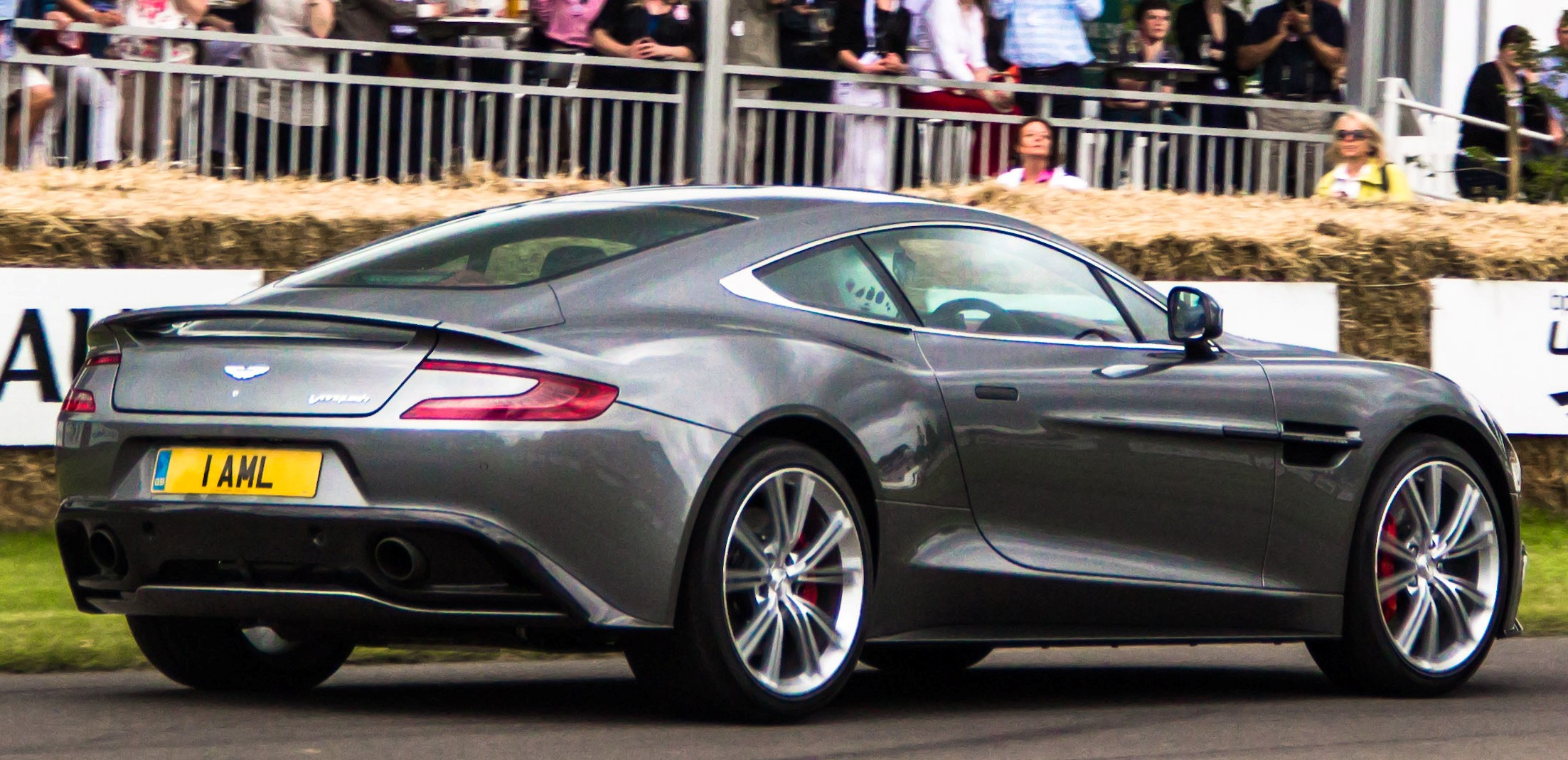
Vista de la part posterior del Vanquish.

Està construït sobre una nova plataforma vertical-horitzontal fabricada en alumini i fibra de carboni. Aquestes són les claus per crear un model esvelt i amb una rigidesa estructural millorada en un 25% respecte al seu predecessor DBS. El Vanquish està disponible en dues alternatives, biplaça o de 2+2, dues places al davant i dues al darrere.
Les suspensions treballen de manera independent i el sistema d'amortització ajustable Active Damping System proporciona tres modes de funcionament: Normal, Sport i Track (circuit). El Vanquish duu unes llandes de 20 polzades sobre uns pneumàtics Pirelli P Zero 255/35 davant i 305/30 darrere. Els frens utilitzats són carbo-ceràmics de 398 mm amb unes pinces de sis pistons davant i quatre darrere. Aquest model incorpora molts elements electrònics com ABS, EBD (distribució electrònica de la frenada), DSC (control d'estabilitat) o EBA (assistent a la frenada d'emergència). Sens dubte el dispositiu que més destaca és el Launch Control (control de sortida), que és un sistema de control d'acceleració que evita que les rodes patinin en superfícies d'escassa adherència.

## Disseny
Aquest projecte va ser un dels majors reptes que ha realitzat la firma britànica. L'objectiu era produir el millor Aston Martin de tots els temps i d'aquesta manera commemorar el centenari de la marca. Durant aquests cent anys, la firma britànica ha seguit una línia que li donés certa distinció i molts entesos del món del motor li han reconegut l'esforç. Aquest projecte implicava un gran esforç per als dissenyadors, que de nou van ser posats a prova. La feina del grup de dissenyadors d'Aston va esdevenir en un cotxe que representava el passat, present i futur de Aston Martin.

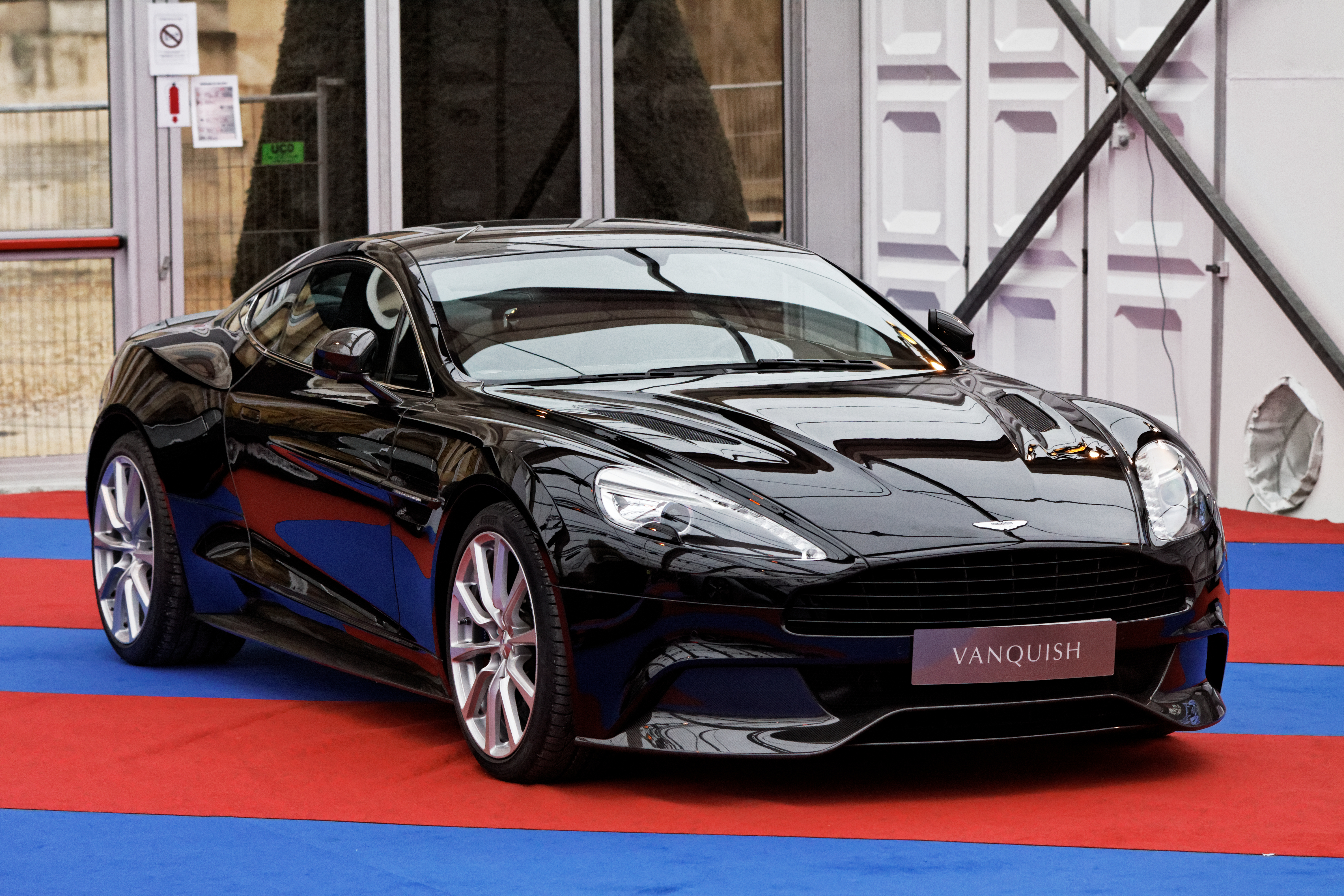
Vista de la part davantera del Vanquish 2013.

S'havia de crear un automòbil que portés la marca cap a una nova generació, atractiu i sobretot únic. L'equip de disseny va decidir inspirar-se en el model One-77 i això comportava un treball totalment artesanal. Cada peça del cotxe era acuradament elaborada, i es va establir l'objectiu de crear un aspecte agressiu. Els dissenyadors van fer la seva feina sobre el paper i en van passar el relleu als enginyers. Per fer del Vanquish un cotxe lleuger i innovador, es va utilitzar un nou material per a la seva construcció. Totes les parts externes del cotxe estan fetes d'un tipus de fibra de carboni utilitzat per a la fabricació de naus espacials de la NASA. Gràcies a aquest material, aquest model Vanquish és un 25% més lleuger que l'Aston Martin DBS V12.
El Vanquish aconsegueix la perfecció pel que fa al treball en fibra de carboni i aquest material accentua la seva elegància. Potenciat per un dels millors motors que existeixen, el Vanquish '13 és l'última expressió de disseny de la mà d'Aston Martin i és considerat com un dels cotxes més bonics del món.
Més enllà de crear un nou supercotxe, Aston Martin volia construir un automòbil únic capaç de combinar esportivitat, luxe, comoditat i funcionalitat. El Vanquish disposa d'un habitacle més ampli que el de molts altres models. L'espai interior és un 140% més ampli que el del DBS.

## Reconeixements
Des del moment de la seva presentació, el model Vanquish de 2013 ha rebut moltíssims elogis. Tot això contribueix a la consolidació de l'empresa Aston com una de les millors firmes automobilístiques del món. Molts entesos ho consideren així i, els nombrosos premis que el Vanquish ha rebut ho reafirmen.
El primer premi que va guanyar el Vanquish va ser atorgat per la revista Auto Bild el 10 d'agost de 2012. Aquesta revista va declarar el Vanquish com el millor super-esportiu i va reconèixer la feina de la firma britànica amb l'entrega del premi Design Award. En la categoria de Coupés/Convertibles el nou model insígnia de Aston Martin va obtenir el suport d'un 21,8% dels lectors i es va imposar a la resta d'automòbils. Un total de 100.000 lectors van votar en aquest premi, on havien d'escollir el seu cotxe preferit d'entre una llista de 136 models dividits en 5 categories. Uns dies després d'obtenir aquest premi, el Vanquish va ser guardonat pel seu disseny exterior amb el premi Automotive Brand Contest 2012.
El 18 de setembre de 2012 la revista alemanya Auto motor und Sport va qualificar al Vanquish com al super-cotxe més bonic d'Alemanya. A més, els lectors d'aquesta revista el van votar com el cotxe amb el disseny més innovador. L'Aston Martin Vanquish va passar per davant dels altres 7 competidors aconseguint més del 50% dels vots. Per primer cop, un model de cotxe guanya un premi abans que sigui oficialment presentat. Ha rebut elogis arreu de món i ja no hi ha dubte que el Vanquish s'ha convertit en el model insígnia de Aston Martin. Gairebé 15.000 lectors de la revista Auto motor und Sport van participar en una votació en la que hi participaven 102 models en 8 categories. El Vanquish en va sortir guanyador i va ser guardonat amb el premi Most Beautiful Car 2012.
La revista automobilística Auto Illustrierte va reconèixer el treball d'Aston Martin amb el premi Best Cars 2013 al 16 de gener de 2013. El Vanquish va obtenir el 12,4% dels vots i va derrotar rivals com el Ferrari F12 Berlinetta o el Porsche 911. L'entrega del premi va tenir lloc a Suïssa, on la firma britànica gaudeix d'una gran popularitat.
El 30 de gener de 2013 el Vanquish era considerat com una icona anglesa. Al Saló de l'Automòbil de París aquest model va rebre el premi The most beautiful Supercar of the Year. Aquest reconeixement va ser votat per grans entesos del món de l'automoció i també per arquitectes de renom com Jean-Michael Wimotte. A més d'aquest primer premi, diversos experts en moda, disseny, art i tecnologia van entregar a Aston Martin el Grand Prize to the most beautiful and interesting projects of the year focusing on art and automobile.